# Coris musume
Coris musume es una especie de peces de la familia Labridae en el orden de los Perciformes.

## Distribución geográfica
Se encuentra desde el sur de Japón hasta Taiwán.